# Whitlingham
Whitlingham var en civil parish fram till 1935 när det uppgick i Kirby Bedon, i grevskapet Norfolk, i England. Civil parish var belägen 4 km från Norwich och hade 99 invånare år 1931. Byn nämndes i Domedagsboken (Domesday Book) år 1086, och kallades då Wislingeham.